# Soultrane
Soultrane es el cuarto álbum de estudio del saxofonista de jazz estadounidense John Coltrane, publicado en 1958 por Prestige Records. Fue grabado en el estudio de Van Gelder en Hackensack, Nueva Jersey, tres días después de una sesión de Columbia Records para la grabación del álbum Milestones.

## Contenido
El álbum, grabado poco después del Blue Train es un ejemplo del estilo "Sheets of Sound" del Coltrane de finales de los años cincuenta.
Soultrane coge su nombre de un tema contenido en un álbum de Tadd Dameron de 1956, Mating Call, en el cual participó Coltrane. Extrañamente la canción con el susodicho nombre no aparece, y ninguno de los temas fue compuesto por Coltrane. 

## Temas
1. Good Bait (Dameron) - 12:08
2. I Want to Talk About You (Eckstine) - 10:53
3. You Say You Care (Fred Lacey) - 6:16
4. Theme for Ernie (Styne) - 4:57
5. Russian Lullaby (Irving Berlin)- 5:33

## Personal
- John Coltrane - saxo tenor
- Red Garland - piano
- Paul Chambers - bajo
- Art Taylor - batería